# Fabio Grobart
Fabio Grobart (alias Antonio Blanco, né Abraham Simjovitch à Białystok en Pologne le 30 août 1905 et mort à Cuba le 22 octobre 1994) est devenu, au début des années 1920, membre fondateur du Parti communiste cubain.

## Biographie
Après avoir adhéré en 1922 à la Ligue des jeunes communistes de Pologne et participé à des activités militantes, il aurait été condamné à mort, ce qui l'oblige à quitter la Pologne pour s'installer à Cuba. Fabio Grobart est considéré comme un des fondateurs du Parti,. 
Selon Serge Raffy, en 1952, voire 1948, Fidel Castro est approché par Fabio Grobart et intègre le « réseau Caraïbes », mis en place par les services secrets soviétiques. Il est alors un agent dormant du KGB, recevant un soutien financier, il est ainsi anti-impérialiste mais officiellement anticommuniste. Fidel Castro l'appelait familièrement Polaquito (petit polonais).
Il est enterré dans le cimetière ashkénaze situé dans le quartier de Guanabacoa à La Havane.

## À voir